# Purnusaari (ö i Södra Savolax, S:t Michel)
Purnusaari är en ö i Finland. Den ligger i sjön Puula och i sjön Puula och i kommunen Hirvensalmi i den ekonomiska regionen  S:t Michel och landskapet Södra Savolax, i den södra delen av landet, 200 km nordost om huvudstaden Helsingfors. Öns area är 5,1 hektar och dess största längd är 410 meter i nord-sydlig riktning.